# Délion
Délion kis város volt az ókori Boiótiában, Apollón ünnepelt templomával. A tengerpart mentén helyezkedett el, Tanagrában, Boiótiában, Oropus területétől mintegy 1 mérföldre.  
Ezt a templomot, amely a városhoz hasonlóan Délosz szigetéről kapta a nevét, Livius úgy írja le, mint amely a tengeren túlnyúlik, és 5 mérföld (8,0 km) Tanagrától, azon a helyen, ahol az Euboea legközelebbi részeihez vezető átjáró kevesebb mint 4 mérföld (6,4 km).  Strabo úgy írja le Deliumot mint Tanagraei egy Apollón-templomának és egy kis településének együttesét a 40 sztadionra Aulistól. 
Két fontos csata volt Délionnál. Az első csata, az úgynevezett délioni csatában az athéniak szenvedtek vereséget a boiótiaktól a nyolcadik évében a peloponnészoszi háborúnak, Kr.e. 424-ben. Ez a csata több napig tartott. Hippokratész, az athéni parancsnok elfoglalta a délioni templomot, amelyet sietve erőddé alakított át, majd miután otthagyta a helyőrséget, hazafelé vonult, és  már elérte Oropus területét. 10 sztadionnyira volt Délion, amikor találkozott a boiótiai hadsereggel, mely előrenyomulva elvágta a visszavonulást. Az ezt követő csatában az athéniak súlyos vereséget, s jelentős veszteségeket szenvedtek, Hippokratészt is megölték; és a csata utáni tizenhetedik napon a boióták visszafoglalták a templomot.  Szókratész a hopliták között harcolt ebben a csatában, és az egyik beszámoló szerint megmentette Xenophón életét,  míg egy másik szerint saját visszavonulását a lovasságban szolgáló Alkibiadész támogatta. A háborút Kr. e. 404-ben nyerték meg a perzsák hathatós anyagi segítségével.   A körülbelül 15 000 fős athéni és 18 000 fős boiótiai sereg közül az előbbi körülbelül 1200, az utóbbi 500 fős veszteséget könyvelhetett el. A másik csatában a rómaiak vereséget szenvedtek III. Nagy Antiokhosztól Kr. e. 192-ben.

## Fordítás
Ez a szócikk részben vagy egészben  a   Delium című angol Wikipédia-szócikk ezen változatának fordításán alapul.  Az eredeti cikk szerkesztőit annak laptörténete sorolja fel. Ez a jelzés csupán a megfogalmazás eredetét és a szerzői jogokat jelzi, nem szolgál a cikkben szereplő információk forrásmegjelöléseként.